# Pila (Gressan)
Pour les articles homonymes, voir Pila.

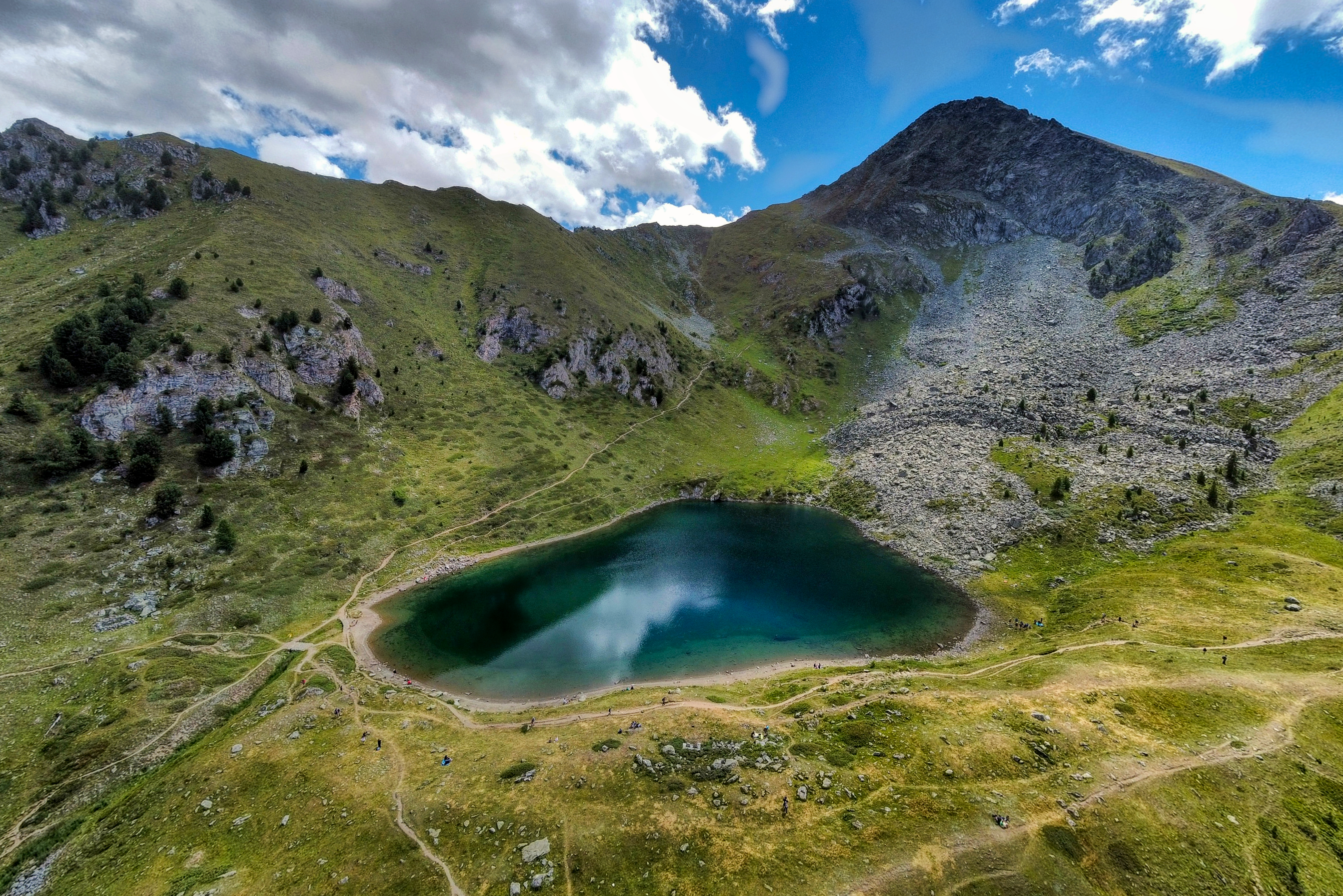
Le lac de Chamolé.

Pila, originairement écrit Pilaz, ensuite simplifié (le 'z' étant muet), est une localité de la commune de Gressan ainsi qu'une station de ski, située à 1 790 mètres dans une cuve occupée jusqu'aux années 1960 uniquement par des alpages, en Vallée d'Aoste.

## Situation
Pila se trouve sur le versant Sud de la vallée centrale de la Doire Baltée, au Sud du chef-lieu de Gressan. On y accède soit par une route régionale au départ du Pont-Suaz, soit par une route communale au départ du village de Taxel (chef-lieu de Gressan), soit par la télécabine Aoste-Pila, située près de la gare d'Aoste.
Son territoire est formé par deux localités dénommées Plein-Soleil et Ciel-Bleu, où se trouvent les hôtels et les installations de ski, au départ des télésièges vers les pistes.

## Architecture
- Édifice Grand Gorraz, réalisé par Laurent Chappis.

## Tourisme
Pila est une station de ski accessible en hiver et en été par la télécabine Aoste-Pila. La plupart des structures de la station sont accessibles en gardant les skis aux pieds (« ski total »).

### Domaine skiable
Le domaine skiable aménagé compte 70 km de pistes. Les pistes sont presque totalement de ski de descente, offrant une grande variété de degrés de difficulté. Du fait que la télécabine Aoste-Pila, dotée de cabines de 8 places, construite en 2008, part directement depuis un vaste parking gratuit près de la gare d'Aoste, il s'agit d'un des domaines les plus rapides et faciles d'accès de la région. Cette remontée mécanique part directement de la gare ferroviaire à 579 m d'altitude, et rejoint les pistes à Pila (1 801 m) en 3 tronçons et environ 17 minutes. Une route régionale de 18 km traversant la commune de Charvensod, ou alors une route communale sur le territoire de Gressan, permettent aussi de rejoindre la station. Il n'existe pas de piste rejoignant Aoste. Toutes les pistes sont ainsi aménagées à partir de Plan-Praz (1 540 m). La majorité des pistes est de difficulté rouge. Elles sont de fait généralement larges et régulières, sans grande difficulté particulière. Les pistes les plus engagées sont à trouver sur les hauteurs du domaine, desservies par les télésièges Couis 1 et Couis 2. La station ne compte aucun téléski, mais principalement des télésièges à pince fixe ou débrayable construits principalement dans les années 1980.
La saison d'exploitation hivernale commence généralement fin novembre, et se termine à la mi-avril. Près de 170 moniteurs de ski travaillent dans la station, soit l'une des plus grandes écoles de ski d'Italie. La station coopère avec les autres stations de la Vallée d'Aoste à travers une offre forfaitaire commune (séjours et saison).

### Le petit train des mines
La ligne du petit train qui relie le hameau Eaux-froides, près de Pila, avec les Cogne, utilisé autrefois pour transporter les matériaux extraits des mines a été en partie restaurée jusqu’en 2006, dans le but de le rendre accessible au public et aux skieurs, et relier le domaine de Pila avec les pistes du haut val de Cogne, mais l’opération a été abandonnée à cause de la longueur de la galerie du Drinc.

### VTT
En été, Pila transforme ses pistes de ski en pistes de VTT : ici deux événements importants ont eu lieu :
- L'édition de 2005 de la Coupe du monde de VTT (spécialités 4-cross et descente) ;
- L'édition de 2008 du championnat italien

En avril 2016, la station de ski a eu l'idée de marier le downhill, pratique qui conjugue la bicyclette avec les pentes des montagnes, avec la piste cyclable qui traverse les communes de la plaine aostoise.